# Yonna Waltersson
Yonna Waltersson, född 1982 i Falun, är en svensk journalist och publicist. Sedan 2016 är hon chefredaktör och ansvarig utgivare för tidskriften Arbetet. Tidigare jobbade hon på Arenagruppen där hon bland annat varit chefredaktör för Dagens Arena, samt chef för Arena medier.[källa behövs]